# ウィブランド・デ・ヘースト
ウィブランド・デ・ヘースト（Wybrand Simonsz. de Geest、1592年8月16日 - 1661年頃）はオランダの画家である。主に肖像画を描いたことで知られる。

## 略歴
オランダ、フリースラントのレーワルデンに生まれた。父親はステンドグラスの職人で、父親から美術を学んだ。その後、ユトレヒトの画家、アブラハム・ブルーマールトの弟子になった。1614年から1618年の間、フランスやローマで修行した。1616年にフランスのエクス＝アン＝プロヴァンスでレオナールト・ブラーメルと知り合い、ともにローマに移った。
ローマで活動するオランダやフランドル出身の画家達たちのグループ、「Bentvueghels」のメンバーになり、「De Friesche Adelaer（フリースラントのアドラー:鷲）」という仇名で呼ばれた。
レーワルデンに帰国した後、フリースラントのオランダ総督(stadhouder:知事)の公式画家になり、エルンスト・カシミールやヘンドリック・カシミールらの歴代の総督の肖像画を描いた。
レンブラント・ファン・レインと結婚することなるサスキア・ファン・オイレンブルフの親類の娘と1622年に結婚した。レンブラントはサスキアと結婚する前の1634年にデ・ヘーストを訪ねている 。
骨董品、美術品の収集家としても知られ、1636年にフランスの宰相、リシュリューの秘書で著述家のシャルル・オジェ(Charles Ogier)がそのコレクションを訪れたことを記録している。
弟子には Jan Jansz. de Stommeen やJacob Potmaがいて、2人の息子も画家になった。娘は画家のアダム・ペイナッケルと結婚した。

## 作品

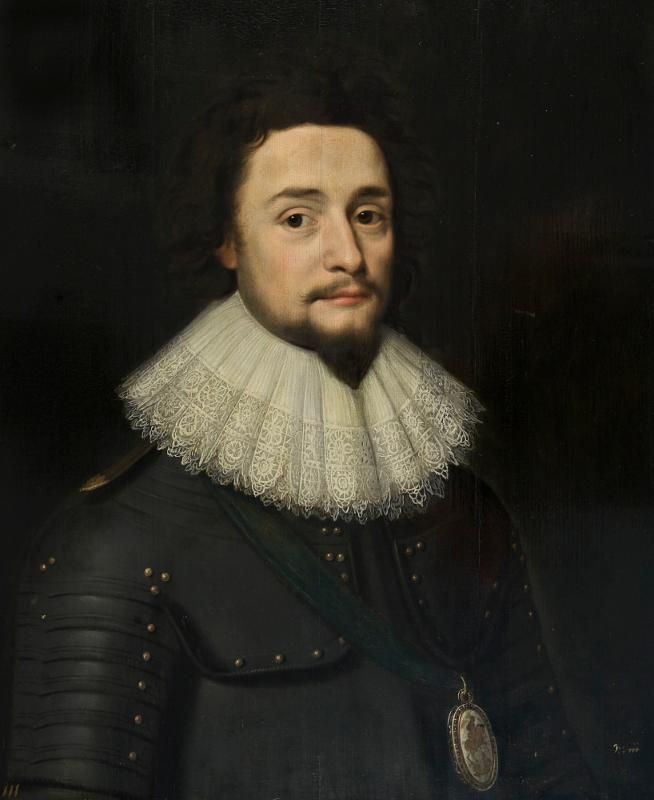
フリードリヒ5世 (プファルツ選帝侯) (1625)
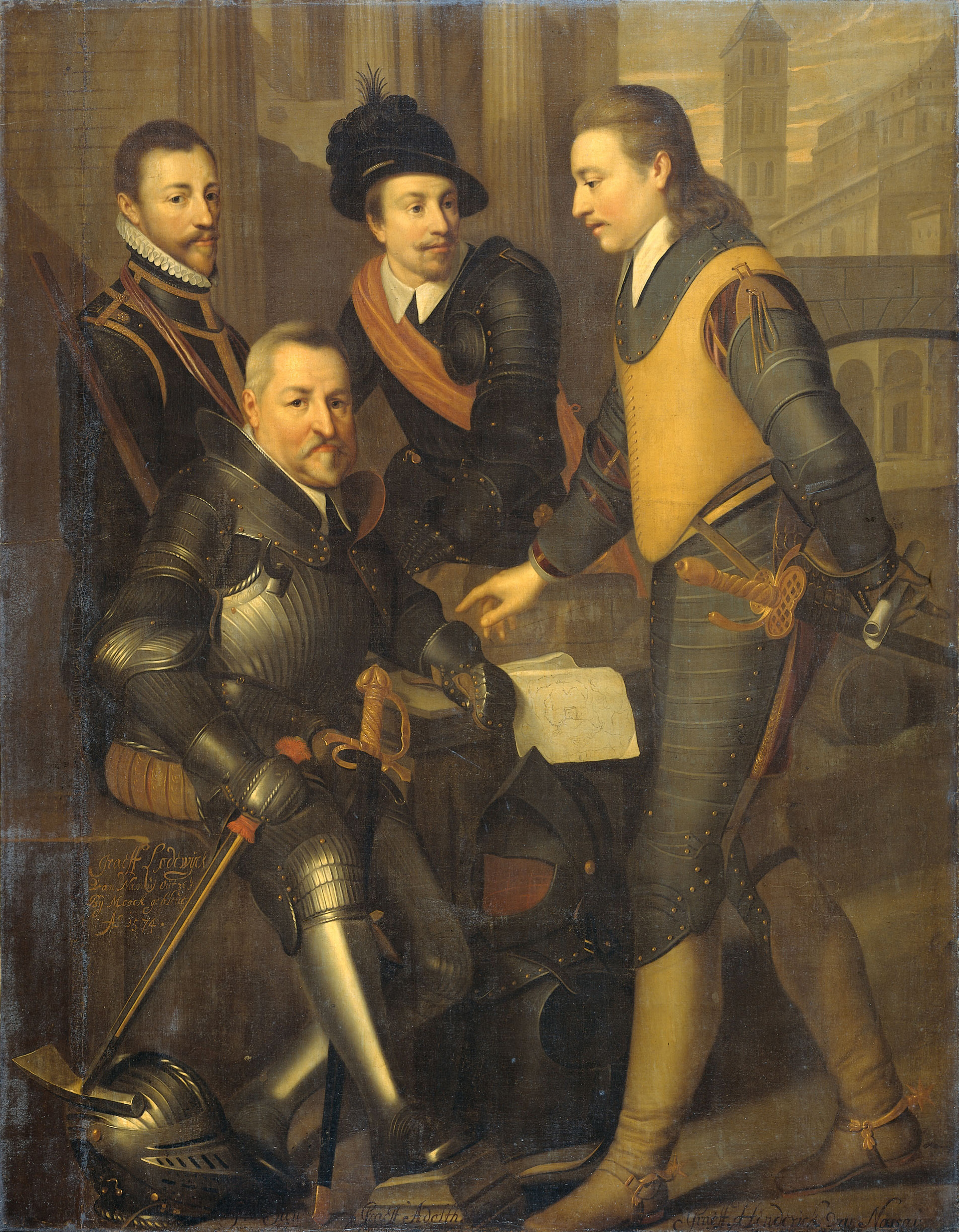
ナッサウ家の4兄弟 (1630)
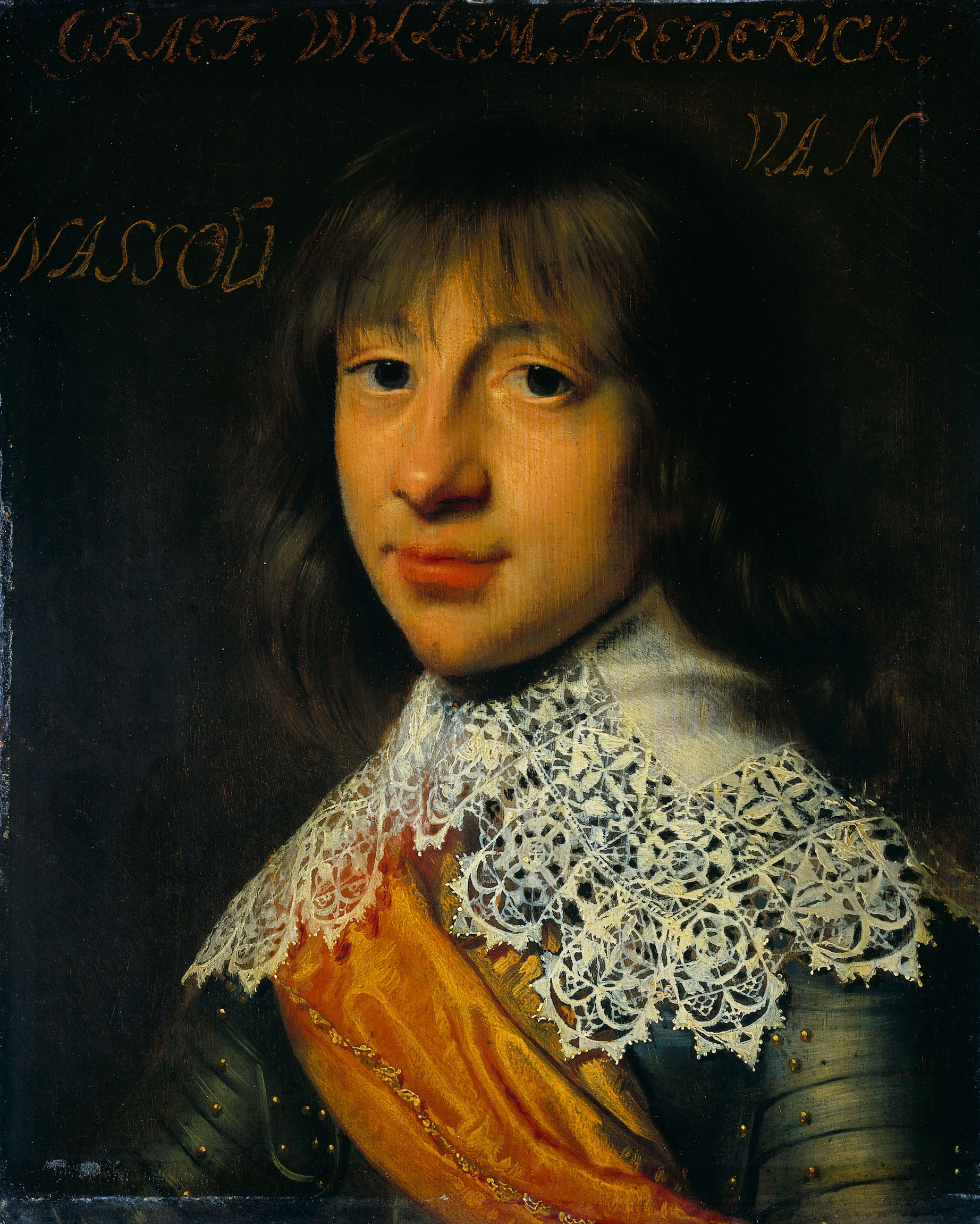
ウィレム・フレデリック (ナッサウ＝ディーツ侯) (1632)
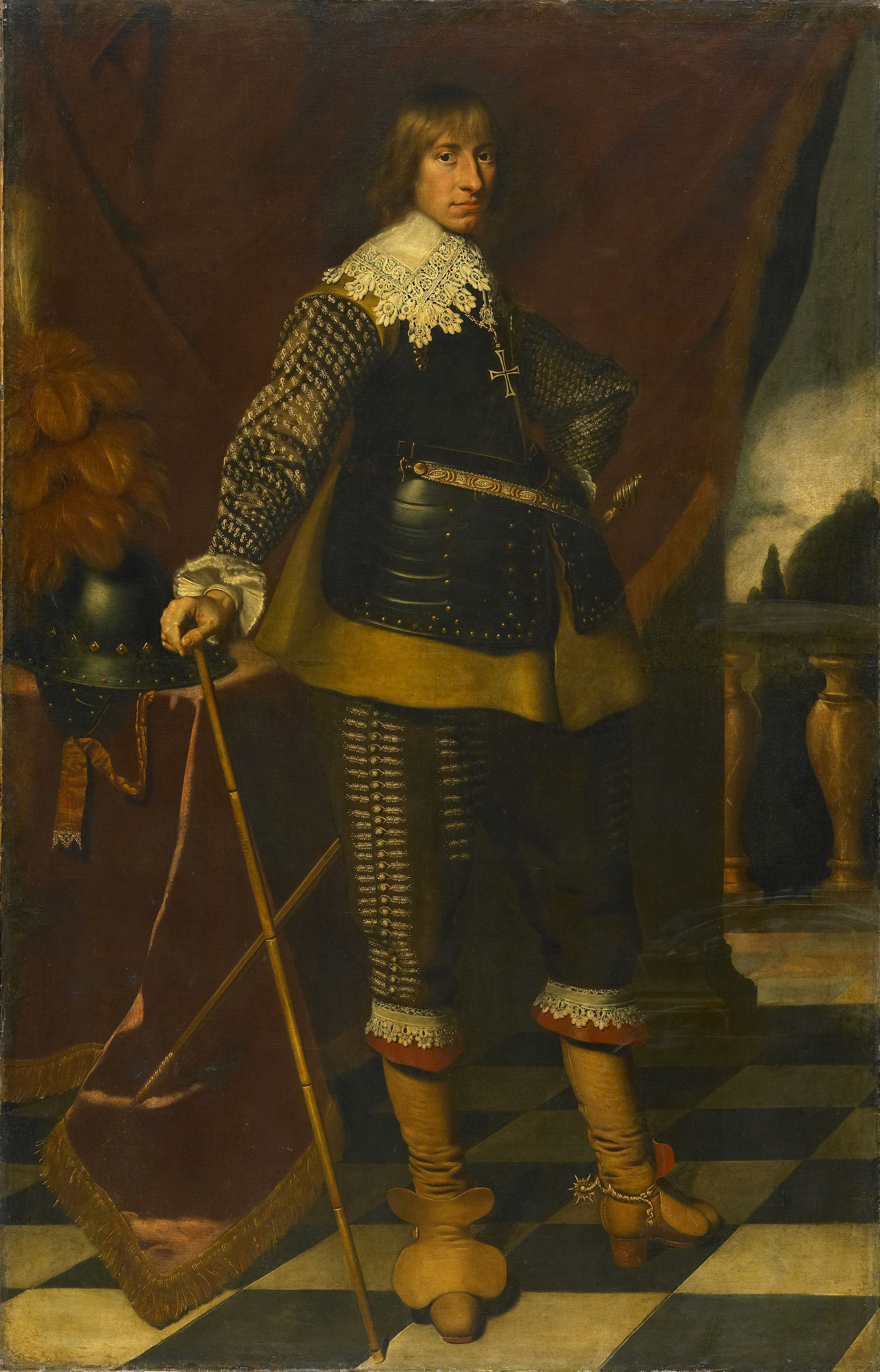
ヘンドリック・カシミール1世 (ナッサウ＝ディーツ伯) (1632)
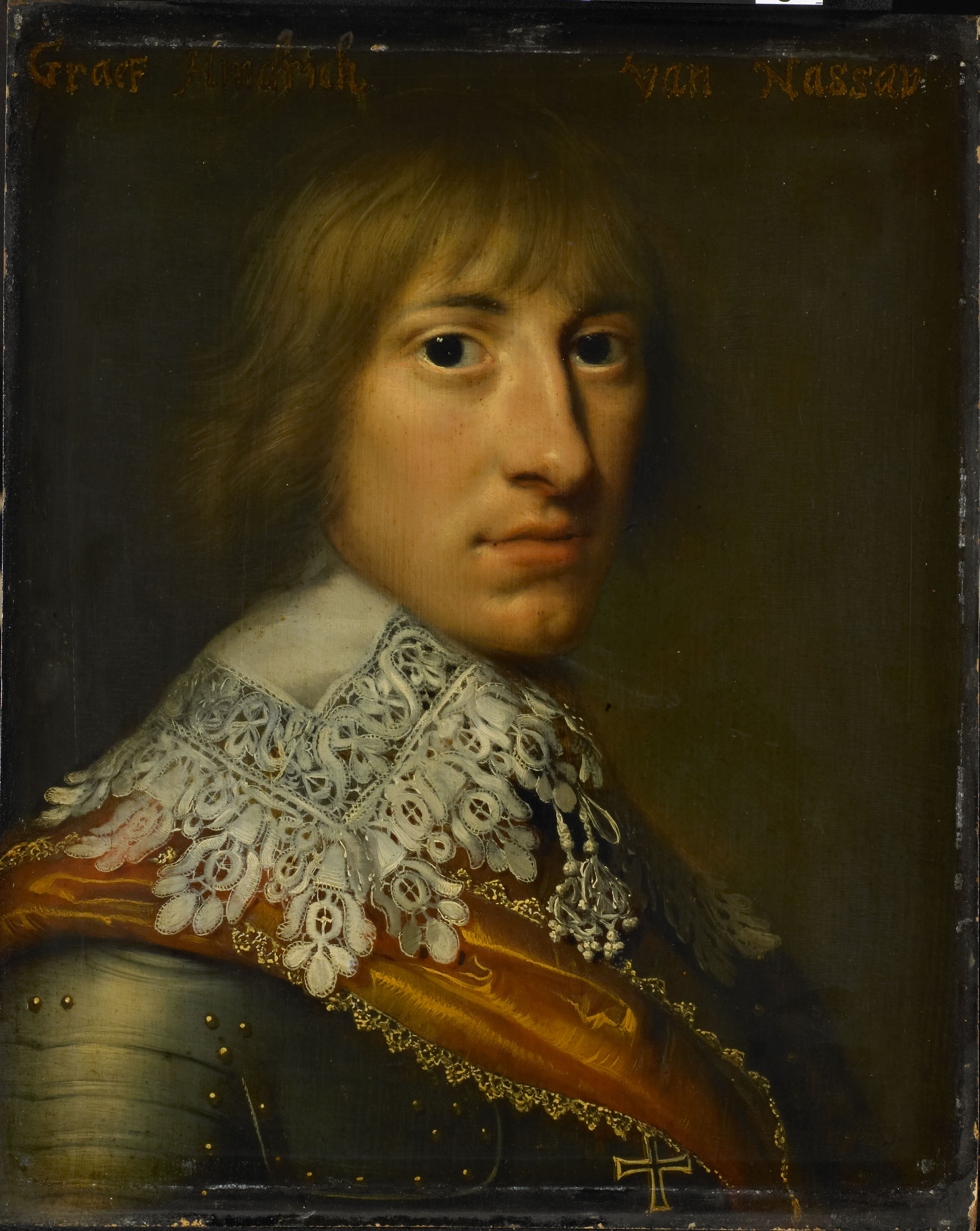
ウィレム・フレデリック (ナッサウ＝ディーツ侯) (c.1632)
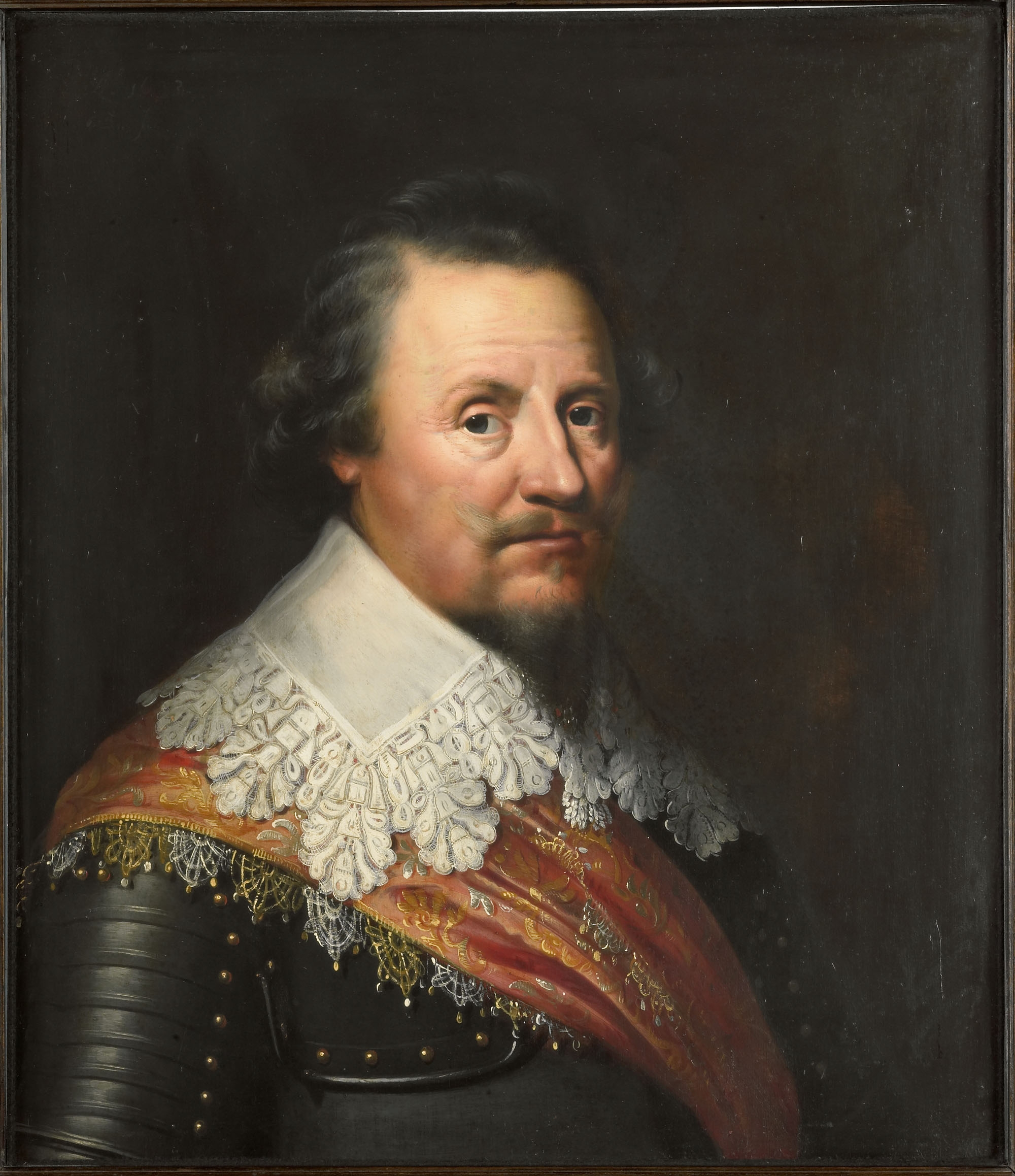
ヘンドリック・カシミール1世 (ナッサウ＝ディーツ伯) (1633)
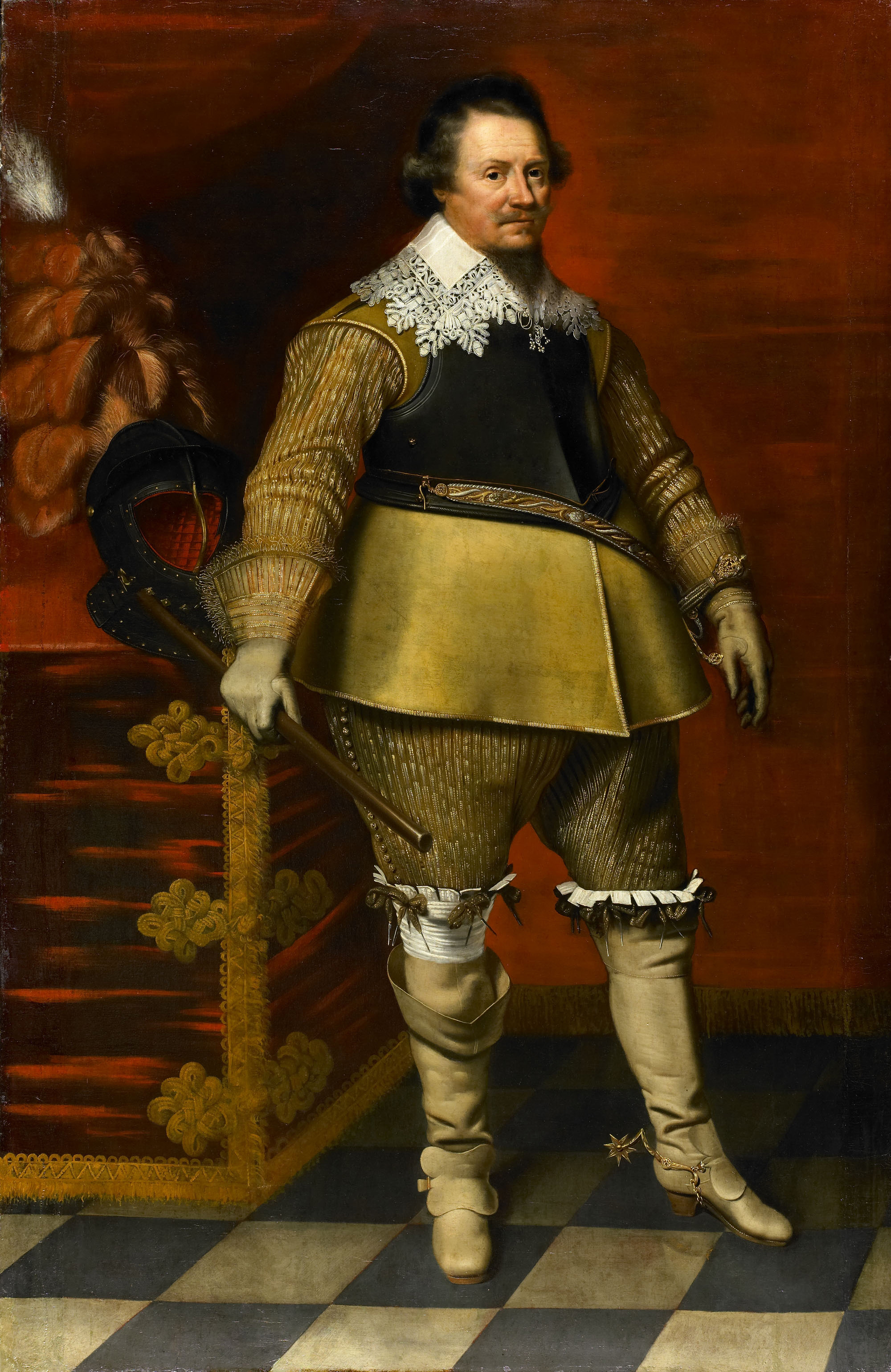
エルンスト・カシミール (ナッサウ＝ディーツ伯)(1635)
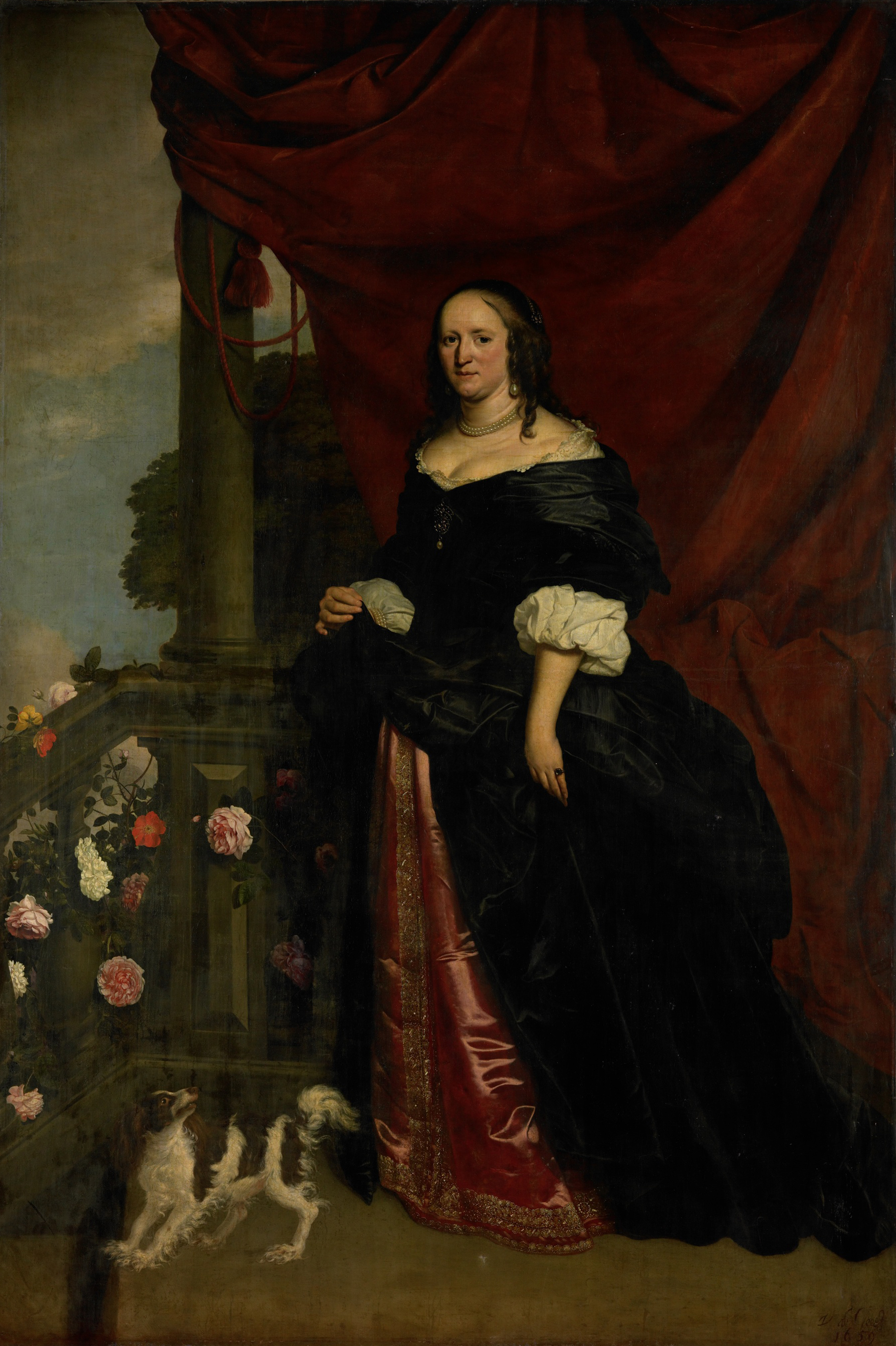
Sophia Anna van Pipenpoy (c.1618-70)